# Aaldorsche
Die Aaldorsche (Muraenolepis) sind die einzige Gattung innerhalb der gleichnamigen Familie und gehören zur Ordnung der Dorschartigen Fische (Gadiformes). Es handelt sich dabei um acht beschriebene Arten, die im Südpolarmeer auf dem Kontinentalschelf vor allem der Antarktis leben. 

## Merkmale
Aaldorsche werden zwischen 22 und 40 Zentimeter lang. In der Körperform ähneln sie den Aalen und auch die Flossenanordnung als Flossensaum, der aus der zweiten Rückenflosse, der Schwanzflosse und der Afterflosse besteht, ist ähnlich. Die Bauchflossen sind allerdings kehlständig und fädig und vor der Rückenflosse befindet sich ein oder zwei Flossenstrahlen, die reduzierten Überbleibsel der ersten Rückenflosse. Als weiteres Merkmal besitzen sie Barteln am Kinn. Ihre Kiemenöffnungen sind eng und reichen nur bis zur Brustflossenbasis. Der Kopf des Pflugscharbeins ist zahnlos, Pylorusschläuche fehlen. Die Anzahl der Branchiostegalstrahlen liegt bei 10 bis 13, die Anzahl der Wirbel bei 67 bis 69.
Flossenformel: Dorsale I–II/127–141, Anale 98–112, Pectorale 37–38.
Wahrscheinlich sind die Aaldorsche eine ursprüngliche Familie der Ordnung Gadiformes.

## Arten
Die bekannten Arten der Aaldorsche sind: 
- Muraenolepis andriashevi (Balushkin y Prirodina, 2005)
- Muraenolepis kuderskii (Balushkin y Prirodina, 2007)
- Muraenolepis marmorata (Günther, 1880)
- Muraenolepis microcephala (Norman, 1937)
- Muraenolepis microps (Lönnberg, 1905)
- Muraenolepis orangiensis (Vaillant, 1888)
- Muraenolepis pacifica (Prirodina y Balushkin, 2007)
- Muraenolepis trunovi (Balushkin y Prirodina, 2006)

Neben diesen Arten gibt es wahrscheinlich weitere, die bislang nicht beschrieben wurden.